# Tephritis bipartita
Tephritis bipartita
 es una especie de insecto díptero del género Tephritis, familia Tephritidae. Friedrich Georg Hendel la describió en 1938.
Se encuentra en China.